# Miriam
Miriam je žensko osebno ime.

## Izvor imena
Ime Miriam je različica ženskega osebnega imena Mirjam.

## Pogostost imena
Po podatkih Statističnega urada Republike Slovenije je bilo na dan 31. decembra 2007 v Sloveniji število ženskih oseb z imenom Miriam: 91.

## Osebni praznik
Koledarsko je ime Miriam uvrščeno k imenu Marija 